# Dynasty Warriors 8
Dynasty Warriors 8 ((真・三國無双7 Shin Sangoku Musō 7 au Japon) est le 8e opus de la série Dynasty Warriors, produit par Koei et développé par Omega Force. C'est un jeu vidéo de type beat them all, qui est sorti le 28 février au Japon et  le 18 juillet 2013 en Europe.
Les développeurs japonais ont assuré que le jeu utiliserait un moteur graphique beaucoup plus poussé que les années précédentes.

## Personnages
Ce jeu reste basé sur l'histoire des trois Royaumes en Chine. Plus de 77 personnages jouables sont attendus dans ce nouvel épisode.
Wei :
- Cao Cao
- Dian Wei
- Xu Zhu
- Xiahou Dun
- Xiahou Yuan
- Zhang Liao
- Xu Huang
- Zhang He
- Zhen Ji
- Cao Ren
- Cao Pi
- Pang De
- Cai Wenji
- Jia Xu
- Wang Yi
- Guo Jia
- Yue Jin (Nouveau personnage)
- Li Dian (Nouveau personnage)

Shu :
- Zhao Yun
- Guan Yu
- Zhang Fei
- Zhuge Liang
- Liu Bei
- Ma Chao
- Huang Zhong
- Jiang Wei
- Wei Yan
- Pang Tong
- Yueying
- Guan Ping
- Xingcai
- Liu Shan
- Ma Dai

- Guan Suo
- Bao Sanniang
- Xu Shu
- Zhang Bao (Nouveau personnage)
- Guan Xing (Nouveau personnage)
- Guan Yinping (Nouveau personnage)

Wu :
- Zhou Yu
- Lu Xun
- Taishi Ci
- Sun Shangxiang
- Sun Jian
- Sun Quan
- Lu Meng
- Gan Ning
- Huang Gai
- Sun Ce

- Da Qiao
- Xiao Qiao
- Zhou Tai
- Ling Tong
- Ding Feng
- Lianshi
- Lu Su (Nouveau personnage)
- Han Dang (Nouveau personnage)

Jin :
- Sima Yi
- Sima Shi
- Sima Zhao
- Deng Ai
- Wang Yuanji
- Zhong Hui
- Zhuge Dan
- Xiahou Ba
- Guo Huai
- Zhang Chunhua(Nouveau personnage)
- Jia Chong (Nouveau personnage)
- Wen Yang (Nouveau personnage)

Autres :
- Diao Chan
- Lu Bu
- Dong Zhuo
- Yuan Shao
- Zhang Jiao
- Meng Huo
- Zhurong
- Zuo Ci

## Accueil
- Jeuxvideo.com : 12/20[2]
- Official Xbox Magazine : 4/10[3]